# Grieben, Mecklenburg-Vorpommern
Grieben är en kommun och ort i Landkreis Nordwestmecklenburg i förbundslandet Mecklenburg-Vorpommern i Tyskland.
Kommunen ingår i kommunalförbundet Amt Schönberger Land tillsammans med kommunerna Dassow, Lüdersdorf, Menzendorf, Roduchelstorf, Schönberg, Selmsdorf och Siemz-Niendorf.